# Rønninge Søgård
Rønningesøgaard, også stavet Rønninge Søgård, er et tidligere krongods, kendt fra i hvert fald 1326 (tidligst blot under navnet  Søgård). Beliggende i Rønninge Sogn, Åsum Herred, i Kerteminde Kommune (tidligere Langeskov Kommune). Hovedbygningen er opført i 1596-1672 og ombygget i 1757-1868.
Den nuværende tofløjede hovedbygning ligger få hundrede meter fra et gammelt middelalderligt voldsted, der er kendt fra 1326. Hovedbygningen er anlagt på en stor borgholm ud til den aflange Vomme Sø, der stammer fra istiden. Østfløjen er opført i 1596 af Caspar Markdanner, som var lensmand på Koldinghus og uægte søn af Christian 3. Det ottekantede tårn var oprindeligt prydet med nordfløjens enestående sandstensportal. Nordfløjen blev tilført i 1672 i bindingsværk og senere omsat til grundmur, ligesom der har været ind- og udvendige moderniseringer. 
Rønningesøgaard var en overgang stamhus for slægten Mylius, hvis italiensk-inspirerede ottekantede gravkapel stadig hører til og står for enden af Vomme Sø. Den lokale Rønninge Kirke blev derimod frasolgt i det 20. århundrede. Rønningesøgaard blev i 1913 solgt til slægten Bille Brahe Selby, der stammer fra Hvedholm og grevskabet Brahesminde på Sydfyn. Godset bestående af Rønnige Søgaard, Pårupgård, Oldelundgård og Skovgård drives i dag af Kammerherre, hofjægermester Stig Daniel lensgreve Bille Brahe Selby med traditionelt land- og skovbrug. 
Dele af komedien Jagtsæson blev indspillet på Rønningesøgaard.  

## Ejere af Rønningesøgaard
- (1326-1340) Niels Jensen Rønning
- (1340-1396) Slægten Rønning
- (1396-1430) Gert Andersen Rønning
- (1430-1496) Slægten Rønning
- (1496-1563) Kronen
- (1563-1577) Henrik von Raaden
- (1577) Kronen
- (1577-1618) Caspar Markdanner
- (1618-1639) Frederik Casparsen Markdanner / Sophie Hansdatter Oldeland gift Markdanner
- (1639-1641) Anne Henriksdatter Gyldenstierne gift Markdanner
- (1641-1674) Henrik Frederiksen Markdanner
- (1674-1677) Frederik Henriksen Markdanner
- (1677-1684) Hilleborg Kaas gift (1) Markdanner (2) Due
- (1684-1705) Knud Sivertsen Urne
- (1705-1715) Helvig Sophie Knudsdatter Urne gift Friis
- (1715-1727) Christian Jørgensen Friis
- (1727-1733) Christian Sehested
- (1733-1770) Johan Caspar Rasch
- (1770-1787) Mette Sophie Munck gift Rasch
- (1787-1823) Christian Lemvigh
- (1823-1831) Ulrica Cathrine Johansdatter Rasch gift de Mylius
- (1831-1840) Johan Caspar de Mylius
- (1840-1857) Johan Jacob de Mylius
- (1857-1885) Sigismund Wolf Veit de Mylius
- (1885-1895) Albert Sigismund Caspar de Mylius
- (1895-1906) Sigismund Ernst de Mylius-Benzon
- (1906-1913) Oluf Bech
- (1913-1918) Preben Charles lensgreve Bille-Brahe-Selby
- (1918-1950) Daniel baron Bille-Brahe-Selby
- (1950-1975) Bent Daniel lensbaron Bille-Brahe-Selby
- (1975-1985) Bent Daniel lensbaron Bille-Brahe-Selby / Stig Daniel lensgreve Bille-Brahe-Selby
- (1985-2018) Stig Daniel lensgreve Bille-Brahe-Selby
- (2019-)         Bent Charles greve Bille-Brahe-Selby

## Gravkapel ved Rønningesøgaard
Gravkapellet ved herregården blev opført 1859 efter tegninger  af arkitekt Vilhelm Tvede. Dette skete efter en længere strid mellem Rønninge Kirkes menighed og kirkens ejer, Johan Jacob de Mylius om anvendelsen af nordkapellet i kirken, der fungerede som herregårdens gravkapel, mens menigheden ønskede at indrette yderligere stolestader. Tilladelsen til at bygge kapellet blev givet 1859, og 1861 blev kisterne overflyttet fra kirken til herregårdskapellet. Gravkapellet blev bygningsfredet 1990.   
Det ottekantede kapel er opført af gule tegl med dekorative mønstre i røde tegl. Den er i to etager, hvoraf den nedre er dækket af jord og har fungeret som gravkrypt.